# Sakura-Campaign

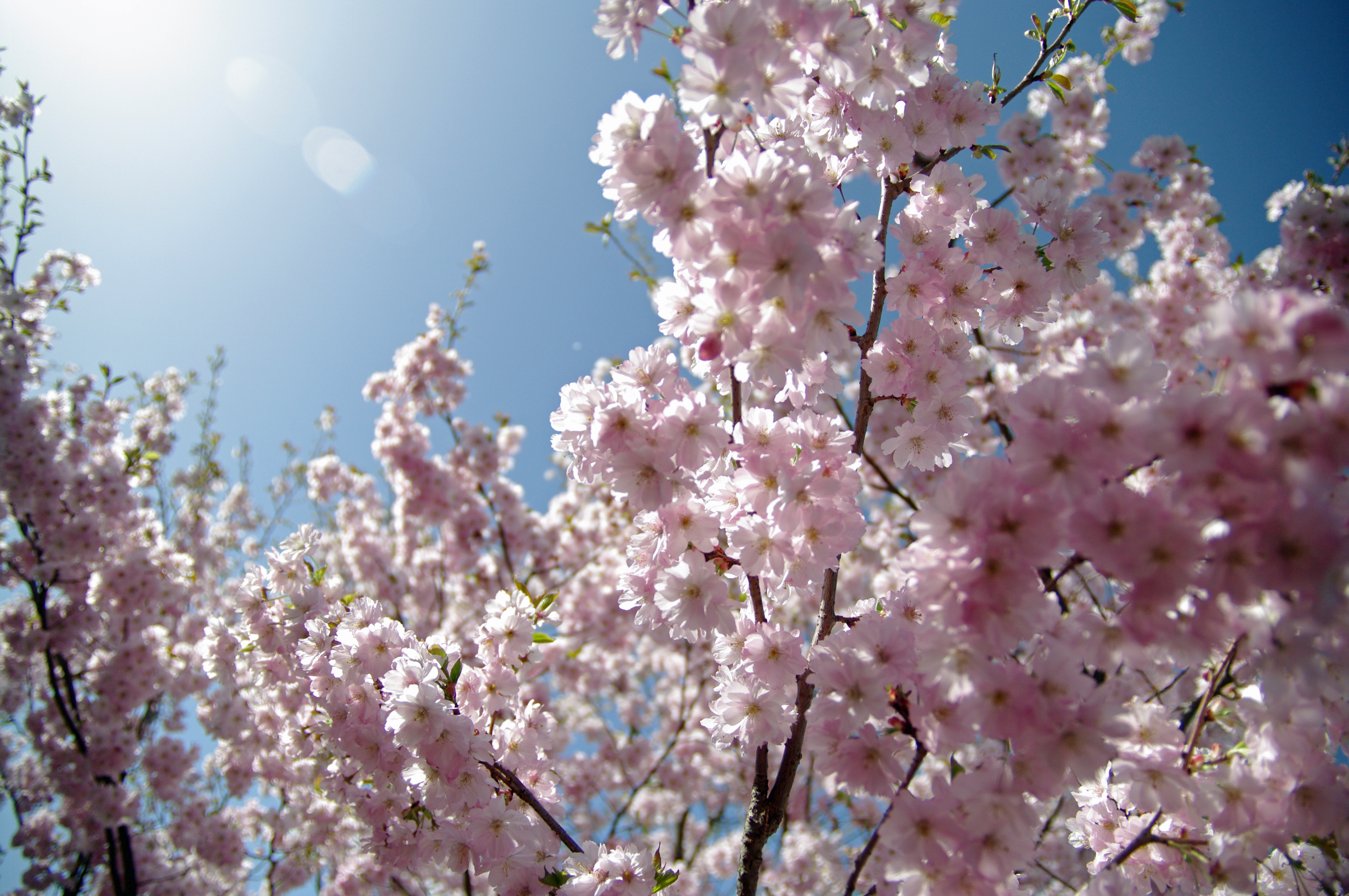
Japanische Blütenkirsche in den Gärten der Welt in Marzahn

Sakura-Campaign war eine Baumpflanzaktion, die von einem japanischen Fernsehsender 1990 anlässlich der Wiedervereinigung Deutschlands ins Leben gerufen wurde. Durch eine Spendenaktion konnten umgerechnet rund eine Million Euro gesammelt werden, mit denen bis 2010 über 10.000 Bäume der Japanischen Blütenkirsche vorzugsweise in Berlin und Brandenburg gepflanzt wurden.

## Hintergrund
In der japanischen Bevölkerung wurde das Ende der deutschen Teilung mit großem Interesse aufgenommen. Gleichzeitig wird die Japanische Kirschblüte („sakura“) traditionell als „die Ankunft des Frühlings, eine Zeit mit ganz besonderer Bedeutung für jeden Japaner“ angesehen, die im Hanami gefeiert wird. Der Fernsehsender TV Asahi rief daher seine Zuschauer zu einer Spendenaktion auf. Ziel war, Geld für die Pflanzung von Japanischen Blütenkirschen zu sammeln. Diese Bäume sollen „Frieden und Ruhe in die Herzen der Menschen“ bringen. Der Spendenfonds sammelte über 140 Millionen Yen (umgerechnet rund eine Million Euro), mit denen die Bäume finanziert wurden. Der Initiator des Projektes, Tetsuo Terasaki, wurde 2004 als Dank für seine geleistete Arbeit zum Neujahrsempfang des Bundespräsidenten Horst Köhler eingeladen.

## Bepflanzungen

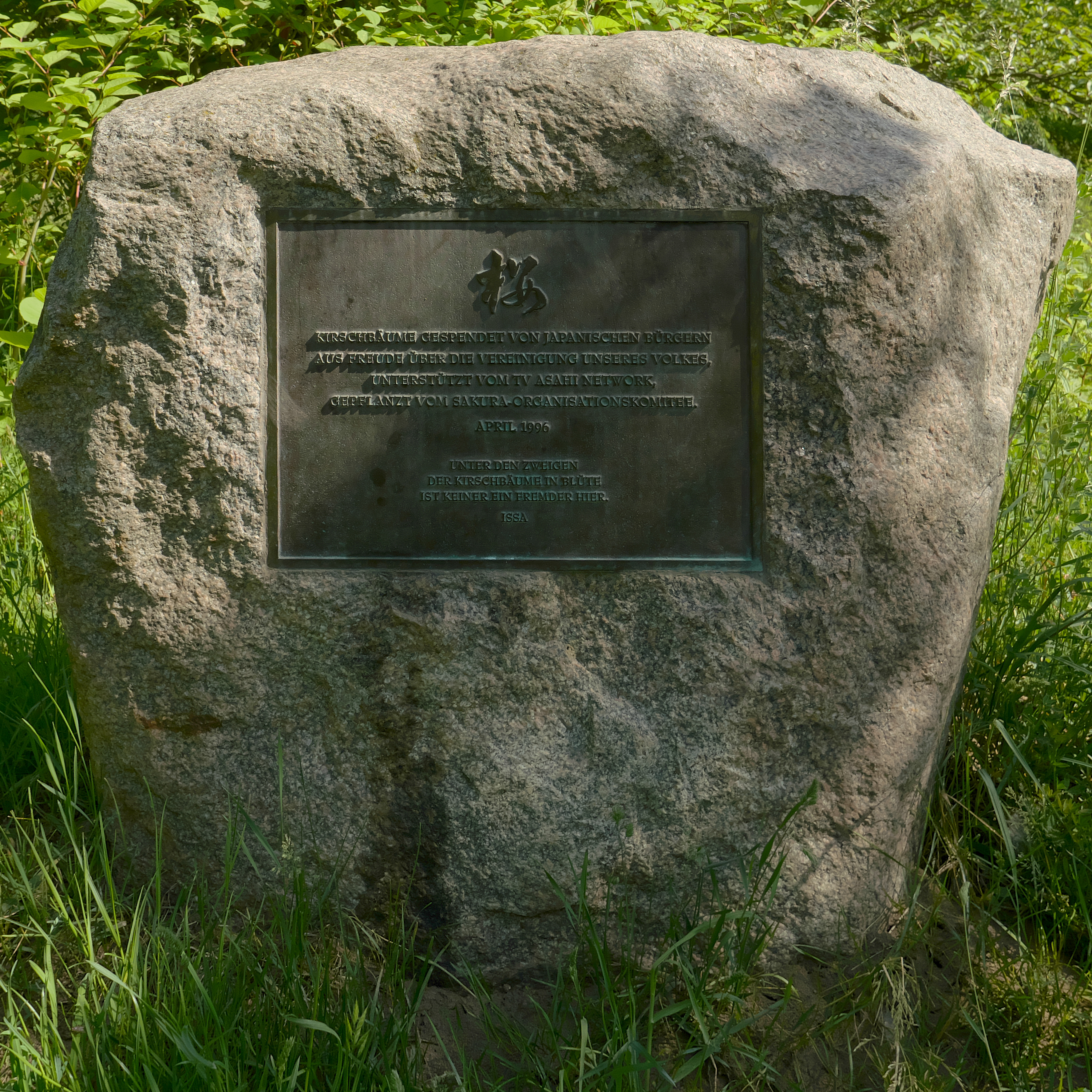
Gedenkstein am Japan-Eck im Dreieck zwischen Teltow, Lichterfelde und Großbeeren

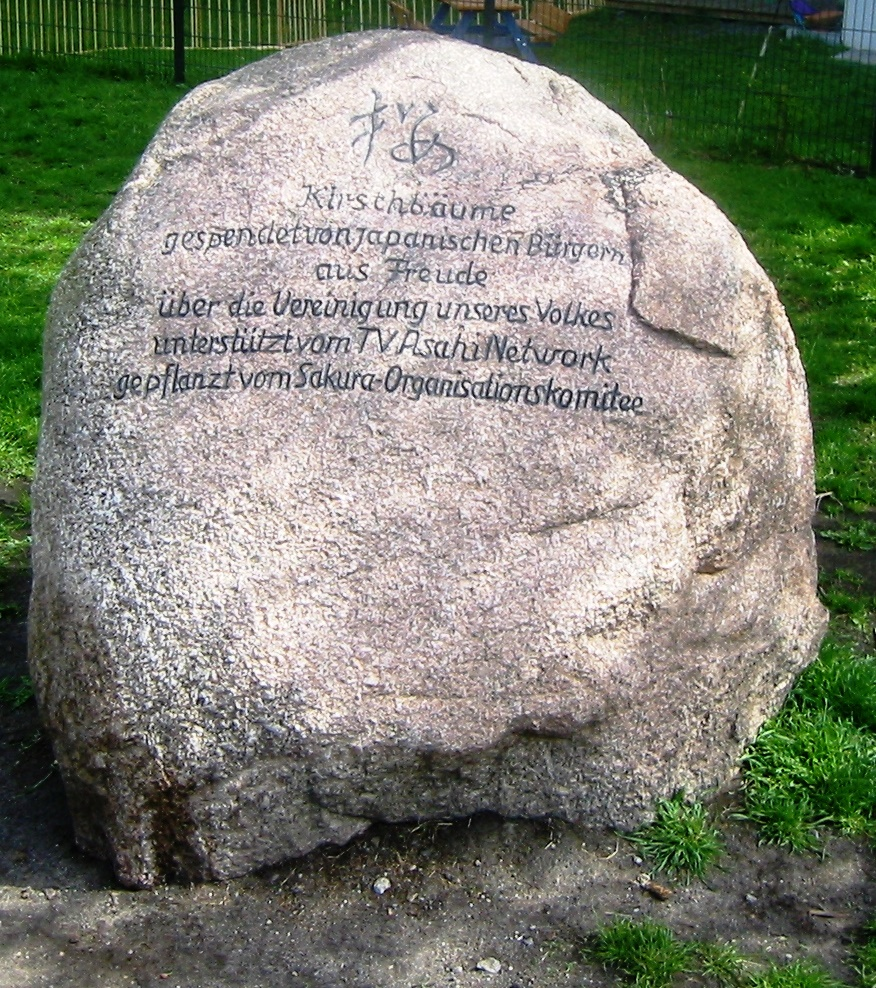
Gedenkstein an der Lohmühlenbrücke in Berlin-Alt-Treptow

Die Bäume wurden in Berlin und Brandenburg an Stellen gepflanzt, die während der deutschen Teilung eine besondere Rolle spielten. So wurden die ersten Bäume an der Glienicker Brücke zwischen Berlin und Potsdam gepflanzt. Weitere Pflanzungen erfolgten beispielsweise am Japaneck im ehemaligen Grenzstreifen am Mauerweg (siehe auch Teltower Dörferweg) zwischen Steglitz-Zehlendorf und Teltow oder an der Lohmühlenbrücke. Außerdem wurden Bäume im Landschaftspark Nord-Ost in Lichtenberg oder in den Gärten der Welt in Marzahn-Hellersdorf gepflanzt. In Brandenburg wurden zur 750-Jahr-Feier Frankfurts insgesamt 750 Bäume im grenzüberschreitenden Europagarten gepflanzt. Weitere Bäume finden sich in Kleinmachnow, in der Havelbucht in Potsdam oder am Mauer-Denkmal am Griebnitzsee. Die letzten Bäume wurden am 9. November 2010 im Beisein des Regierenden Bürgermeisters von Berlin, Klaus Wowereit, am Platz des 9. Novembers 1989 am ehemaligen Grenzübergang Bornholmer Straße an die Öffentlichkeit übergeben.